# Serge Rousseau
Serge Jean Léon Rousseau (* 13. März 1930 in Aube, Département Orne, Frankreich; † 3. November 2007 in Saint-Cloud, Frankreich) war ein französischer Schauspieler und Künstleragent.

## Leben
Sein Debüt gab Serge Rousseau 1959 neben Jean Gabin in Maigret kennt kein Erbarmen. Es folgten Rollen in François Leterriers Les Mauvais coups mit Simone Signoret, Costa-Gavras’ Mord im Fahrpreis inbegriffen, Brennt Paris? und Wir werden nicht mehr in den Wald gehen. François Truffaut gab ihm Ende der 1960er zwei Schlüsselrollen: In Die Braut trug schwarz spielte er Jeanne Moreaus Bräutigam, der gerächt wird, und in Geraubte Küsse verfolgt er Claude Jade, macht ihr am Ende einen Heiratsantrag und geht, ohne eine Antwort abzuwarten.
Nach seiner Arbeit als Schauspieler war Rousseau vor allem als Künstleragent tätig. Er beteiligte sich an der von Gérard Lebovici und Michèle Meritz gegründeten Agentur „Artmedia“, die er 1992 verließ, um danach noch einige Jahre für „Cinéart“ tätig zu sein.
Serge Rousseau war mit der Schauspielerin Marie Dubois verheiratet. Er starb 2007 im Alter von 77 Jahren an Krebs.

## Filmografie (Auswahl)
- 1959: Maigret kennt kein Erbarmen (Maigret et l’affaire Saint-Fiacre)
- 1960: Hunger nach Liebe (Les mauvais coups)
- 1965: Mord im Fahrpreis inbegriffen (Compartiment tueurs)
- 1966: Brennt Paris? (Paris brûle-t-il?)
- 1968: Die Braut trug schwarz (La Mariée était en noir)
- 1968: Geraubte Küsse (Baisers volés)
- 1970: Tisch und Bett (Domicile conjugal)
- 1978: Das grüne Zimmer (La chambre verte)